# Dumbrăveni, Ilfov
Dumbrăveni este un sat în comuna Balotești din județul Ilfov, Muntenia, România. Se află în partea de nord a județului.